# Billy Bremner
William "Billy" John Bremner, född 9 december 1942 i Stirling, Skottland, död 7 december 1997 i Doncaster, var en skotsk professionell fotbollsspelare, mest känd som en ettrig och hårdför mittfältare och lagkapten för Leeds United under klubbens storhetstid på 1960- och 70-talet. Han spelade totalt 773 matcher för klubben, vilket är ett klubbrekord som han delar med Jack Charlton, och han gjorde 115 mål under sina 17 år i klubben mellan 1959 och 1976. Efter spelarkarriären fortsatte han som manager för Leeds och Doncaster Rovers FC. 
Han blev vald till Leeds störste spelare genom tiderna och en staty restes över honom utanför Leeds arena Elland Road. 1970 blev han utsedd till Årets fotbollsspelare 1970 och blev dessutom invald i Engelska Ligans 100 legendarer och Engelsk fotbolls "Hall of Fame". Bremner röstades också in i Skotsk fotbolls "Hall of Fame"  som en av de första 2004 och finns dessutom med i Skotska landslagets "Roll of honour" i och med att han spelat mer än 50 landskamper för Skottland.

## Uppväxt
Bremner, en kortväxt, ettrig och mycket hårdförd mittfältare, upptäcktes av Leeds talangscouter medan han spelade skolfotboll i Skottland och skrev kontrakt med Leeds 1959, dagen efter sin 17:e födelsedag. Han växte upp i Raploch området i Stirling där han gick i en katolsk skola, St. Mary's. Han hade dessförinnan blivit ratad av Arsenal och Chelsea då de ansåg att han, enbart 165 cm lång, var för kort.
Han debuterade för Leeds a-lag i januari 1960 och var därefter ett givet namn i laget under 16 år. Bremner etablerade sig snabbt som en kompromisslös spelare, med tuffa tacklingar på gränsen till det tillåtna för att sätta sig i respekt bland motståndare; tidningen Sunday Times döpte honom till "65 kg taggtråd". Men han var dessutom mycket spelskicklig, hade en enorm arbetskapacitet över hela banan och var lagets pådrivare med ett välutvecklat passningsspel med precision och tajming. Han bidrog också med sin beskärda del av målen, hade en speciell förmåga att göra avgörande mål i viktiga matcher; det innefattar bland annat det avgörande målet i fyra stora cupsemifinaler.

## Klubbkarriär

### Leeds United

#### Tillbaks i Division 1
När Leeds United började sin väg mot toppen under 1960-talets början var Bremner pådrivaren bakom framgångarna. Under säsongen 1963/64 vann laget Division 2 titeln för att under påföljande år vara ytterst nära att vinna "dubbeln" det vill säga både Ligan och FA-cupen samma år. Laget förlorade ligan till Manchester United men enbart på sämre målskillnad och behövde därmed vinna på Wembley Stadium för att inte bli utan trofé för säsongen. Matchen mot Liverpool var underhållande och händelserik men mållös, vilket betydde att förlängning behövdes för att skilja lagen åt. Liverpool vann slutligen med 2-1, men Bremner var den som kvitterade Liverpools 1-0 ledning med en klockren volley under förlängningen. 
Under säsongen 1966/67 blev Leeds kapten Bobby Collins skadad i en Mässcupens match mot Torino och managern Don Revie utsåg istället Bremner till kapten och därefter var kaptenskapet Bremners. Collins skulle aldrig få det tillbaka.

#### Första ligamästerskapet med Leeds
Med Bremner som ledare och pådrivare på planen så inledde Leeds sin glansperiod mot 60-talets slut då laget vann Ligacupen, Mässcupen 1968 och ligamästarskapet1969. Den säsongen förlorade Leeeds enbart två av 42 ligamatcher och fick 69 poäng vilket var nytt rekord för division 1.
Säsongen 1969/70 jagade Leeds den historiska "trippeln" av segrar i ligan, FA-cupen och Europacupen, något som ingen engelsk klubb dittills lyckats med, eller ens varit i närheten av, tidigare. Laget kom onekligen närmare än vad någon klubb tidigare hade gjort, men blev emellertid utan någon trofé. De kom tvåa i ligan efter Everton, förlorade FA-cupfinalen i ett synnerligen brutalt omspel mot Chelsea, och Europacupen i semifinal mot Celtic. Trots att säsongen slutade utan någon titel fick Bremner en viss belöning då han blev utsedd till Årets fotbollsspelare i England av landets fotbollsjournalister.
Under den här perioden hade Leeds ett rykte bland London-pressen att vara "smutsiga", med Bremner i spetsen av ett antal lika kompromisslösa spelare såsom Norman Hunter, Paul Reaney och John Giles. Som för att symbolisera den typ av fotboll som kännetecknade Bremner finns ett av de mest berömda fotografierna i engelsk fotboll (taget 20 augusti 1966) av den unge Bremner som pläderar sin oskuld efter en incident där Tottenhams store skotske mittfältare Dave Mackay lyfter honom i kragen efter en sen tackling från Bremner. Mackay hade precis kommit tillbaks efter en längre uppehåll på grund av ett benbrott och visade tydligt att han inte uppskattade tacklingen.

#### Andra mästerskap och vinster
Trots alla vunna troféer under den här perioden så fick inte Leeds en normal utdelning i förhållande till sin kapacitet utan föll ofta på sista hindret. Laget vann två ligatitlar, 1968/69 och 1973/74, men missade ligatiteln dramatiskt i säsongens sista matcher vid tre andra tillfällen. Under säsongen 1964/65 spelade laget enbart oavgjort i sista matchen mot Birmingham och förlorade därmed ligan på sämre målskillnad än Manchester United, någonting som inträffade 1970/71 och 1971/72 (se nedan). Bremner spelade fyra FA-cupfinaler med Leeds, men vann bara en. Leeds var i final i Cupvinnarcupen 1973 men förlorade. Som en sista föreställning, innan ett ålderstiget lag var på väg att splittras, nådde de finalen i Europacupen två år senare men förlorade kontroversiellt mot Bayern München.
Under början av 1970-talet dominerade Leeds engelsk fotboll och vann flera titlar men förlorade ofta i det sista avgörande ögonblicket. 1971 fick dock Bremner lyfta Mässcupens pokal men Leeds var med om en av FA-cupen största skrällar då de förlorade i femte omgången mot lilla Colchester United, en match där talande nog Bremner inte deltog. De fick i slutet av säsongen som åskådare bevittna Arsenal säkra ligatiteln genom att besegra Tottenham Hotspur med 1-0 i säsongens sista match (Arsenal vann också FA-cupen och därmed "dubbeln" som andra laget någonsin). Hade matchen slutat oavgjort med mål eller med Arsenal förlust, så hade istället Leeds vunnit ligan.
Säsongen 1971/72 jagade Leeds än en gång ligatiteln och FA-cupen men fick erfara både glädje och sorg. En 1-0-vinst över cupförsvararna Arsenal i FA-cupfinalen 1972 gjorde att Leeds vann sin första och hittills enda seger i tävlingen (och kompletterade Bremner inhemska medaljuppsättning) men två dagar senare, då ett oavgjort resultat räckte för att säkra "dubbeln", förlorade Leeds sin sista ligamatch mot Wolves och ligan vanns istället av Derby County. Säsongen 1972/73 jagade Leeds FA-cupen och Cupvinnarcupen. Liverpool var för starka i ligan, och Leeds förlorade mot AC Milan i Cupvinnarcupfinalen i Saloniki Grekland, och strax därefter förlorade laget även FA-cupfinalen 1973 mot division 2-laget Sunderland. Bremner kunde lägga ytterligare silvermedaljer till sin prissamling.

#### Andra ligamästerskapet och nytt rekord
Bremner spelade förträffligt när Leeds 1973/74 slutligen lade alla "nära" missar de föregående åren åt sidan och vann ligan i stor stil. Laget satte ett nytt ligarekord med 29 obesegrade matcher från säsongens början, ett rekord som stod sig fram till 2004 då Arsenal bröt rekordet. Vid en tillbakablick i TV-programmet "Match of the Seventies" i augusti 1995, så ansåg Bremner att det förträffliga laget 1973/1974 var lika starkt som de absolut bästa brittiska lagen sedan andra världskriget. Som mästare så spelade Leeds år 1974 Charity Shield säsongsöppning mot FA-cup vinnarna Liverpool på Wembley, en match där Bremner och Kevin Keegan blev utvisade efter att ha slagits på plan.
Följande säsong så var Leeds inte med i kampen om inhemska troféer men lyckades ändå ta sig till Europacupfinalen i fotboll 1975, en final de förlorade efter ett antal kontroversiella domslut till Bayern Münchens fördel. Bland annat underlät domaren att vid ställningen 0-0 blåsa straff för Leeds vid två tillfällen samt dömde bort ett mål av Peter Lorimer för en tveksam offside på Bremner. Bayerns målvakt Sepp Maier gjorde dessutom en kvalificerad räddning på Bremners närskott från sex meter. I slutet av matchen gjorde Bayern två mål på kontringar och vann matchen.
Don Revie hade slutat i Leeds ett år tidigare för att ta över som engelsk förbundskapten efter Alf Ramsey. Brian Clough utsågs som ny manager i Leeds och det forna storlaget som hade dominerat engelsk fotboll i 10 års tid, började splittras i och med att flera spelare hade kommit upp i åren. Bremner lämnade slutligen Leeds United vid 33 års ålder i september 1976 för Hull City. Han hade då spelat 773 matcher (772 matcher plus ett inhopp) för Leeds, vilket placerade honom jämsides med Jack Charlton som den som spelat flest matcher för klubben genom tiderna.

### Hull City och Doncaster
Bremners ankomst i Hull var stora nyheter lokalt och han gjorde dessutom mål i sin debut för klubben. Trots att hans karriär nu var i nedåtgående så blev hans två säsonger i klubben väldigt framgångsrika innan han flyttade till Doncaster Rovers där han var spelande manager i fyra säsonger innan han lade skorna på hyllan för gott vid 39 års ålder.

## Landslagskarriär Skottland
Som landslagsman var Bremner en av fanbärarna av skotsk fotbolls framgångar under 1970-talet efter år ute i kylan. Han gjorde sin landslagsdebut för Skottland 1965 mot Spanien, spelade i den berömda 3-2-segern mot regerande världsmästarna England på Wembley 1967 och var lagkapten för skotska landslaget under Fotbolls-VM 1974 i Västtyskland. Han spelade sin sista landskamp mot Danmark i september 1975. En incident i Köpenhamn efter matchen ledde till att han blev avstängd på livstid från landslaget tillsammans med fyra andra spelare, Willie Young, Joe Harper, Pat McCluskey och Arthur Graham. De fem hade blivit utslängda från en nattklubb efter att ha uppträtt störande. Detta efter att ha brutit mot ett utgångsförbud efter kl 01.00 för att ägna sig åt en pubrunda. En ledare från skotska fotbollsförbundet fann dem i full färd med att vända upp och ner på sängar på hotellet i ett försök att skämta. Ronald McKenzie, Skottlands landslagstränare, sade också upp sig och erkände att han också varit del av upptåget. Avstängningen hävdes 1976 men Bremner spelade aldrig några fler landskamper. Han spelade trots det 54 landskamper totalt, gjorde 3 mål, och är med i skotsk fotbolls "Hall of Fame".

## Meriter
- Invald i "Engelska Ligans 100 legendarer"[4]
- Invald i engelsk fotbolls "Hall of Fame"[5]
- Invald i skotsk fotbolls "Hall of Fame" [3]
- Uttagen i världslaget vid Världsmästerskapet i fotboll 1974

Bremners meriter i form av vunna troféer och medaljer som fotbollsspelare, samtliga vunna under hans tid i Leeds
| Mästerskap                | Antal titlar | Klubb        | Säsong/Årtal                                                               |
| ------------------------- | ------------ | ------------ | -------------------------------------------------------------------------- |
| Ligamästare               | 2            | Leeds United | 1968/69 och 1973/74 (ligatvåa 1964/65, 1965/66, 1969/70, 1970/71, 1971/72) |
| Ligamästare division 2    | 1            | Leeds United | 1963/64                                                                    |
| FA-cupmästare             | 1            | Leeds United | 1972 (finalist 1965, 1970 och 1973)                                        |
| Ligacupmästare            | 1            | Leeds United | 1968                                                                       |
| Mässcup-mästare           | 2            | Leeds United | 1968, 1971 (finalist 1967)                                                 |
| Charity Shield-mästare    | 1            | Leeds United | 1969                                                                       |
| Europacupen för mästarlag |              | Leeds United | (finalist 1975)                                                            |
| Cupvinnarcupen            |              | Leeds United | (finalist 1973)                                                            |

### Landskamper
- 54 landskamper/3 mål för Skottland

### Årets spelare
- Årets fotbollsspelare i England (FWA) 1970

## Matcher och målstatistik
Bremners karriär i form av spelade matcher och mål.
| Klubb statistik      | Klubb statistik      | Klubb statistik      | Liga  | Liga | Cup    | Cup    | Ligacup | Ligacup | Öv cup         | Öv cup         | Europeisk cup | Europeisk cup | Europeisk cup  | Europeisk cup  | Europeisk cup | Europeisk cup | Totalt | Totalt |
| England              | England              | England              | Liga  | Liga | FA cup | FA cup | Ligacup | Ligacup | Charity Shield | Charity Shield | Europacupen   | Europacupen   | Cupvinnarcupen | Cupvinnarcupen | Uefacupen     | Uefacupen     | Totalt | Totalt |
| Säsong               | Klubb                | Liga                 | Match | Mål  | Match  | Mål    | Match   | Mål     | Match          | Mål            | Match         | Mål           | Match          | Mål            | Match         | Mål           | Match  | Mål    |
| -------------------- | -------------------- | -------------------- | ----- | ---- | ------ | ------ | ------- | ------- | -------------- | -------------- | ------------- | ------------- | -------------- | -------------- | ------------- | ------------- | ------ | ------ |
| 1959/60              | Leeds United         | Division 1           | 11    | 2    | 0      | 0      | -       | -       | -              | -              | -             | -             | -              | -              | -             | -             | 11     | 2      |
| 1960/61              | Leeds United         | Division 2           | 31    | 9    | 1      | 0      | 2       | 1       | -              | -              | -             | -             | -              | -              | -             | -             | 34     | 10     |
| 1961/62              | Leeds United         | Division 2           | 39    | 11   | 2      | 0      | 4       | 1       | -              | -              | -             | -             | -              | -              | -             | -             | 45     | 12     |
| 1962/63              | Leeds United         | Division 2           | 24    | 10   | 0      | 0      | 0       | 0       | -              | -              | -             | -             | -              | -              | -             | -             | 24     | 10     |
| 1963/64              | Leeds United         | Division 2           | 39    | 2    | 3      | 1      | 1       | 0       | -              | -              | -             | -             | -              | -              | -             | -             | 43     | 3      |
| 1964/65              | Leeds United         | Division 1           | 40    | 6    | 8      | 2      | 1       | 0       | -              | -              | -             | -             | -              | -              | -             | -             | 49     | 8      |
| 1965/66              | Leeds United         | Division 1           | 41    | 8    | 2      | 0      | 0       | 0       | -              | -              | -             | -             | -              | -              | 11            | 3             | 54     | 11     |
| 1966/67              | Leeds United         | Division 1           | 37    | 2    | 6      | 0      | 4       | 0       | -              | -              | -             | -             | -              | -              | 10            | 1             | 57     | 3      |
| 1967/68              | Leeds United         | Division 1           | 36    | 2    | 5      | 0      | 6       | 1       | -              | -              | -             | -             | -              | -              | 11            | 1             | 58     | 4      |
| 1968/69              | Leeds United         | Division 1           | 42    | 6    | 2      | 0      | 2       | 0       | -              | -              | -             | -             | -              | -              | 8             | 1             | 54     | 7      |
| 1969/70              | Leeds United         | Division 1           | 35    | 4    | 9      | 1      | 2       | 0       | 1              | 0              | 8             | 3             | -              | -              | -             | -             | 55     | 8      |
| 1970/71              | Leeds United         | Division 1           | 26    | 3    | 2      | 0      | 1       | 0       | -              | -              | -             | -             | -              | -              | 10            | 4             | 39     | 7      |
| 1971/72              | Leeds United         | Division 1           | 41    | 5    | 7      | 0      | 4       | 0       | -              | -              | -             | -             | -              | -              | 2             | 0             | 54     | 5      |
| 1972/73              | Leeds United         | Division 1           | 38    | 4    | 7      | 1      | 5       | 0       | -              | -              | -             | -             | 7              | 0              | -             | -             | 57     | 5      |
| 1973/74              | Leeds United         | Division 1           | 42    | 10   | 5      | 1      | 1       | 0       | -              | -              | -             | -             | -              | -              | 4             | 0             | 52     | 11     |
| 1974/75              | Leeds United         | Division 1           | 27    | 1    | 8      | 0      | 2       | 0       | 1              | 0              | 6             | 3             | -              | -              | -             | -             | 44     | 4      |
| 1975/76              | Leeds United         | Division 1           | 34    | 5    | 2      | 0      | 2       | 0       | -              | -              | -             | -             | -              | -              | -             | -             | 38     | 5      |
| 1976/77              | Leeds United         | Division 1           | 4     | 0    | 0      | 0      | 1       | 0       | -              | -              | -             | -             | -              | -              | -             | -             | 5      | 0      |
| Totalt, Leeds United | Totalt, Leeds United | Totalt, Leeds United | 587   | 90   | 69     | 6      | 38      | 3       | 2              | 0              | 14            | 6             | 7              | 0              | 56            | 10            | 773    | 115    |
| 1976/77              | Hull City            | Division 2           | 30    | 2    |        | 0      |         |         | -              | -              | -             | -             | -              | -              | -             | -             |        | 2      |
| 1977/78              | Hull City            | Division 2           | 31    | 4    |        | 0      |         |         | -              | -              | -             | -             | -              | -              | -             | -             |        |        |
| 1979/80              | Doncaster            | Division 4           | 5     | 0    |        |        |         |         | -              | -              | -             | -             | -              | -              | -             | -             |        | 0      |
| 1980/81              | Doncaster            | Division 4           | 5     | 0    |        |        |         |         | -              | -              | -             | -             | -              | -              | -             | -             |        | 0      |
| Totalt, Samtliga lag | Totalt, Samtliga lag | Totalt, Samtliga lag | 653   | 96   |        |        |         |         | 2              | 0              | 14            | 6             | 7              | 0              | 56            | 10            |        |        |

## Statistik som manager
| Team             | Land    | Från             | Till              | Resultat | Resultat | Resultat | Resultat | Resultat |
| Team             | Land    | Från             | Till              | M        | V        | O        | F        | Vinst%   |
| ---------------- | ------- | ---------------- | ----------------- | -------- | -------- | -------- | -------- | -------- |
| Doncaster Rovers | England | 25 november 1978 | 1 oktober 1985    | 319      | 115      | 121      | 83       | 36.05    |
| Leeds United     | England | 11 oktober 1985  | 28 september 1988 | 143      | 59       | 52       | 32       | 41.25    |
| Doncaster Rovers | England | 3 juli 1989      | 2 november 1991   | 115      | 33       | 54       | 28       | 28.69    |

## Karriär som manager

### Doncaster Rovers
Bremner blev 1978 utsedd till manager för Doncaster Rovers och stannade på posten i sju år. Under Bremners ledning lyckades Doncaster 1981 bli uppflyttade till Division 3, spelade där under två säsonger, samt igen 1984 innan han lämnade väg för Dave Cusack, som tog laget till en mycket framgångsrik period i division 3. Bremner återvände till Doncaster som manager 1989, lyckades rädda laget från nedflyttning till Conference under sin första säsong, innan en betydande förbättring inträffade under säsongen 1990/91 då laget kämpade om uppflyttning under större delen av säsongen för att slutligen få nöja sig med en 11:e plats. Bremner lämnade Doncaster, och fotbollen, säsongen därpå (1991).

### Leeds United
Bremners liv efter spelarkarriären kännetecknas framför allt av hans omtumlande period som manager för Leeds, där han tog över efter sina gamla lagkompisar Allan Clarke och Eddie Gray samt försökte föra laget tillbaka till tidigare framgångsrika perioder efter att de säsongen 1981/82 blivit nedflyttade till division 2. Laget vann aldrig uppflyttning under Bremners ledning men var nära 1986/87 då laget förlorade den avgörande kvalmatchen mot Charlton Athletic efter omspel och nådde semifinalen i FA-cupen, där de dock förlorade mot de slutliga mästarna Coventry City.
Bremner fick slutligen sparken i september 1988 för att efterträdas av Howard Wilkinson som inom loppet av fyra år inte bara skulle ta laget tillbaka till division 1 utan även föra tillbaka ligatiteln till Elland Road i april 1992. I juli 1989 återvände Bremner till Doncaster som manager, ironiskt nog för att efterträda Dave MacKay, men lämnade klubben i november 1991. Detta var den sista befattning som Bremner hade inom fotboll.

## Efter fotbollen
Bremner drog sig tillbaka som kolumnist och middagstalare, som många andra kända före detta fotbollsspelare gjort, under de sista åren av sitt liv. Trots sin kompromisslösa natur (både verbalt och i tacklandet) på fotbollsplanen, så utvecklades han till en populär person, som vidhöll att trots att han inte vann så många troféer som han kanske kunnat göra, så skulle hans meriter vara till avund för de flesta andra spelare.

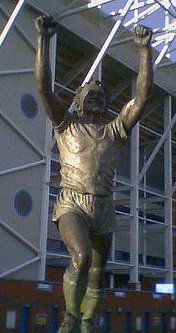
Statyn av Billy Bremner i en segergest utanför Leeds Unitedss stadium Elland Road

I början av december 1997 blev han hastigt förd till sjukhus efter att ha fått lunginflammation, men drabbades därefter av en misstänkt hjärtinfarkt i sitt hem i den lilla byn Clifton, Doncaster, Södra Yorkshire, och dog två dagar före sin 55-årsdag. Vid begravningen i Edlington deltog i stort sett alla dignitärer inom skotsk fotboll och det utlystes en stadsomfattande sorg i staden Leeds med hänsyn till den höga aktning och respekt som Leeds Uniteds supportrar hade för honom.
Den 13 december 1997, strax efter Bremners bortgång, spelade Leeds United borta mot Chelsea i en sedvanlig batalj klubbarna emellan; vid halvtid hade Leeds enbart 9 man kvar på plan (Alf-Inge Haaland och Gary Kelly hade blivit utvisade). Som ett erkännande att detta var en match där Billy Bremner skulle ha briljerat, så började Leeds-supportrarna att sjunga Vi har nio man och Billy (We've got nine men and Billy)!, med två man mindre höll Leeds 0-0-matchen ut.
En staty av Bremner i segergest restes utanför Elland Road som en hyllning av klubbens störste kapten och, enligt en officiell omröstning bland supportrarna via klubbens hemsida, klubbens bäste spelare någonsin. Den 9 december 2006, vilket skulle ha varit Billy Bremners 64:e födelsedag, under matchen Leeds-Derby så demonstrerade Leeds supportrar den eviga popularitet han har bland dem när de som en hyllning sjöng "There's only one Billy Bremner" (det finns bara en Billy Bremner).

## Övrigt

### Förtalsmål
Den 3 februari 1982 fick Bremner £100 000 plus rättegångskostnader, i ersättning för förtal efter att ha stämt en tidning som publicerat en artikel i september 1977 där han utpekas för att ha försökt att "fixa" matcher i fotboll, bland annat matchen i maj 1972 mot Wolverhampton, enbart två dagar efter att Leeds United vunnit FA-cupen. Leeds förlorade matchen med 1-2 och Derby County blev ligamästare för första gången i historien. Danny Hegan, Frank Munro och Gary Sprake påstod var och en att Bremner var skyldig till mutförsök. Jack Charlton, Allan Clarke, John Giles och Derek Dougan ställde sig alla på Bremners sida och vidhöll att alla anklagelser var rent nonsens.

### Bremners arv - Sånger

#### Glory Glory Leeds United
En Leeds United klubb sång, Glory Glory Leeds United, innehåller följande fraser som väl sammanfattar Bremners roll i klubben:
Little Billy Bremner is the captain of the crew

For the sake of Leeds United he would break himself in two

His hair is red and fuzzy and his body's black and blue

But Leeds go marching on.

#### Balladen om Billy Bremner
There's a tale I'm goin' to tell you

All about a brave young man

Who was born in bonny Scotland

That's where history began

He once cheered the Glasgow Celtic

Just the soon as he could talk

And he'd kick a paper football

Just the soon as he could walk

And his name is Billy Bremner

We will never forget his deeds

He was made to play for Scotland

Now he captains United of Leeds

So he came to Leeds United

And they made Don Revie the boss

All the Elland Road fans were excited

and wor gain was Celtic's loss

Many giants have tried to slay him

When he fights for every ball

But he knows the famous saying

When they're big the harder they fall

And his name is Billy Bremner

We will never forget his deeds

He was made to play for Scotland

Now he captains United of Leeds

When they talk of Matthews and Pele

Of Lawton and Finney and James

Like a whiskey in your belly

He will glow amongst those names

He will lead our lads to glory

He will lead our lads to fame

When they sing United's story

You will always hear the name

And his name is Billy Bremner

We will never forget his deeds

He was made to play for Scotland

Now he captains United of Leeds

And his name is Billy Bremner

We will never forget his deeds

He was made to play for Scotland

Now he captains United of Leeds